# Готфрід Райнгардт
Готфрід Райнгардт (нім. Gottfried Reinhardt; 20 березня 1913 — 19 липня 1994) — американський кінорежисер та продюсер австрійського походження.

## Біографія
Готфрід Райнгардт народився у Берліні в родині театрального режисера Макса Райнгардта і його першої дружини Ельзи Геймз. Батько, австрієць за походженням, на той час керував Німецьким театром. Готфрід розпочав свою кар'єру як актор і режисер на сцені батьківського театру. В 1932 поїхав на навчання у США, де і залишився після приходу до влади нацистів у Німеччині у 1933 році. У Голлівуді став помічником режисера Ернста Любіча, пізніше займався продюсуванням фільмів студії Metro-Goldwyn-Mayer. У 1938 році брав участь у створенні кінострічки Великий Вальс. У 1941 році продюсував фільм Дволика жінка з Гретою Гарбо. Служив у американській армії під час Другої світової війни.
Дебютував як режисер з кінострічкою Запрошення у 1952 році.

## Вибрана фільмографія
- 1938 — Великий Вальс (сценарист)
- 1939 — Bridal Suite (сценарист)
- 1941 — Дволика жінка (продюсер)
- 1951 — Червоний знак доблесті (продюсер)
- 1952 — Запрошення
- 1952 — Молода людина з ідеями (продюсер)
- 1953 — Три історії кохання